# ياو كام ليونغ
ياو كام ليونغ هو لاعب كرة قدم ومدرب كرة قدم صيني في مركز الدفاع، ولد في 26 أبريل 1985 في هونغ كونغ في الصين. لعب مع Metro Gallery FC ‏.